# Katholisches Pfarrhaus (Hambach)
Das katholische Pfarrhaus ist ein denkmalgeschütztes Gebäude innerhalb von Neustadt an der Weinstraße.

## Lage
Das Pfarrhaus befindet sich innerhalb des Stadtteils Hambach an der Weinstraße und steht in der Freiheitsstraße 2. Unmittelbar östlich verläuft die Deutsche Weinstraße.

## Geschichte
Das Pfarrhaus, zu dem zusätzlich der sogenannte „domkapitularische Zehntkeller“ gehört, wurde im Zeitraum von 1738 bis 1750 errichtet. Es diente von 1833 bis 1852 als Wohngebäude des Pfarrers Franz Xaver Remling, der während dieser Zeit vor Ort tätig war und sich darüber hinaus als bedeutender pfälzischer Historiker einen Namen machte.
Im Laufe der 2000er Jahre wurde am Gebäude – wie bei vielen anderen innerhalb von Hambach – eine Infotafel mit der Überschrift Kath. Pfarrhaus mit Pfarrhof (alte Gedenktafel Remling) angebracht, die einen geschichtlichen Abriss über das Gebäude enthält.

## Bauwerk
Beim Gebäude handelt es sich um einen stattlichen spätbarocken Walmdachbau, dessen Ausstattung ebenfalls denkmalgeschützt ist. Der Scheitelstein trägt die Jahreszahl 1759. Am Zugang über die Weinstraße stand außerdem eine zum Haus gehörende 1769 errichtete Scheune, die 1977 abgerissen wurde.